# Mimi Nilsson
Mimi Nilsson (* um 1935) ist eine kanadische Badmintonspielerin. 

## Karriere
Mimi Nilsson wurde 1965 erstmals kanadische Meisterin. 1968 und 1971 war sie erneut mit Rolf Paterson im Mixed bei den nationalen Titelkämpfen erfolgreich. 1972 und 1973 gewann sie dort die Damendoppelkonkurrenz, 1974 und 1977 wieder das gemischte Doppel. 1974 startete sie bei den British Commonwealth Games.

## Sportliche Erfolge
| Saison | Veranstaltung                 | Disziplin   | Platz | Name                               |
| ------ | ----------------------------- | ----------- | ----- | ---------------------------------- |
| 1965   | Kanada: Einzelmeisterschaften | Mixed       | 1     | Rolf Paterson / Mimi Nilsson       |
| 1968   | Kanada: Einzelmeisterschaften | Mixed       | 1     | Rolf Paterson / Mimi Nilsson       |
| 1968   | Canadian Open                 | Damendoppel | 1     | Sharon Whittaker / Mimi Nilsson    |
| 1971   | Kanada: Einzelmeisterschaften | Mixed       | 1     | Rolf Paterson / Mimi Nilsson       |
| 1972   | Kanada: Einzelmeisterschaften | Damendoppel | 1     | Judi Rollick / Mimi Nilsson        |
| 1973   | Kanada: Einzelmeisterschaften | Damendoppel | 1     | Judi Rollick / Mimi Nilsson        |
| 1974   | Kanada: Einzelmeisterschaften | Mixed       | 1     | Rolf Paterson / Mimi Nilsson       |
| 1977   | Kanada: Einzelmeisterschaften | Mixed       | 1     | Bruce Rollick / Mimi Nilsson       |
| 1986   | Kanada: Masters 40 plus       | Damendoppel | 1     | Mimi Nilsson / Judy Rollick        |
| 1987   | Kanada: Masters 50 plus       | Mixed       | 1     | Bert Fergus / Mimi Nilsson         |
| 1987   | Kanada: Masters 40 plus       | Mixed       | 1     | Vic Conley / Mimi Nilsson          |
| 1988   | Kanada: Masters 50 plus       | Damendoppel | 1     | Mimi Nilsson / Jean Folinsbee      |
| 1988   | Kanada: Masters 40 plus       | Damendoppel | 1     | Mimi Nilsson / Judi Rollick        |
| 1990   | Kanada: Masters 50 plus       | Damendoppel | 1     | Mimi Nilsson / Helga Worster       |
| 1992   | Kanada: Masters 50 plus       | Mixed       | 1     | Rolf Patterson / Mimi Nilsson      |
| 1993   | Kanada: Masters 50 plus       | Damendoppel | 1     | Mimi Nilsson / Joanne Sullivan     |
| 1993   | Kanada: Masters 50 plus       | Mixed       | 1     | Raphi Kanchanaraphi / Mimi Nilsson |
| 1996   | Kanada: Masters 60 plus       | Damendoppel | 1     | Mimi Nilsson / Helga Worster       |
| 1996   | Kanada: Masters 60 plus       | Mixed       | 1     | Bert Fergus / Mimi Nilsson         |
| 1997   | Kanada: Masters 55 plus       | Damendoppel | 1     | Anne Young / Mimi Nilsson          |
| 1997   | Kanada: Masters 60 plus       | Damendoppel | 1     | Claire Bowyer / Mimi Nilsson       |
| 1997   | Kanada: Masters 60 plus       | Mixed       | 1     | Bert Fergus / Mimi Nilsson         |